# Kiowa

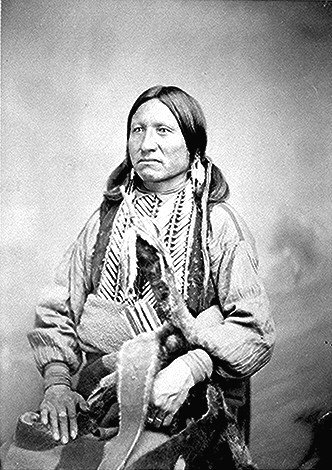
Retrato de um chefe Kiowa, cerca de 1870.

Os Kiowa são uma tribo nativa dos Estados Unidos que habitavam as regiões do Texas ocidental, Oklahoma e Novo México oriental.